# Cap Cod
Pour les articles homonymes, voir Cod.
 (janvier 2022).
Le cap Cod (en anglais Cape Cod, « le cap aux cabillauds » ou « le cap aux morues ») désigne à la fois un cap et une presqu'île situés sur la côte est des États-Unis et à l'ouest de l'océan Atlantique nord. Il se trouve dans le Sud-Est de l'État du Massachusetts, dont il constitue le comté de Barnstable. Son histoire est marquée par l'épopée du Mayflower en 1620. La région abrite le plus ancien laboratoire de biologie marine d’Amérique, le laboratoire de biologie marine à Woods Hole.

## Histoire
C'est probablement Giovanni da Verrazzano qui, lors de son premier voyage en 1524, longea les côtes de la péninsule. Un an plus tard, l'explorateur espagnol Esteban Gómez, la baptise cap Saint-Jacques. C'est en 1602 que l'Anglais Bartholomew Gosnold lui donnera son nom actuel. Tandis qu'en 1609, Samuel de Champlain la baptisera « cap Blanc ». Sur ce cap Blanc, se trouve un havre fort dangereux (Nauset Harbor) qu'il nomme Malebarre, « barre ou banc de sable ».
Le cap Cod a marqué un tournant dans l'histoire américaine, car c'est sur le site de l'actuelle ville de Provincetown que Myles Standish et ses pèlerins du Mayflower abordent le continent le 11 novembre 1620 et sont accueillis par les Indiens de la tribu des Nausets. Les premiers établissements européens de Nouvelle-Angleterre y trouvent place : Barnstable (1637), Sandwich (1637) et Yarmouth (1639).
En 1914, le cap Cod perd son caractère péninsulaire lors de l'achèvement du canal du cap Cod, séparant le territoire du reste du continent. L'infrastructure est achetée par le gouvernement fédéral en 1928.
Depuis les années 1950-1960, le cap Cod est fréquenté par les élites bostonienne et new-yorkaise qui s'y font construire de somptueuses résidences secondaires en bois. Ainsi, la famille Kennedy, originaire de Boston, possède une villa à Hyannis Port (l'un des villages de Barnstable).

## Géographie

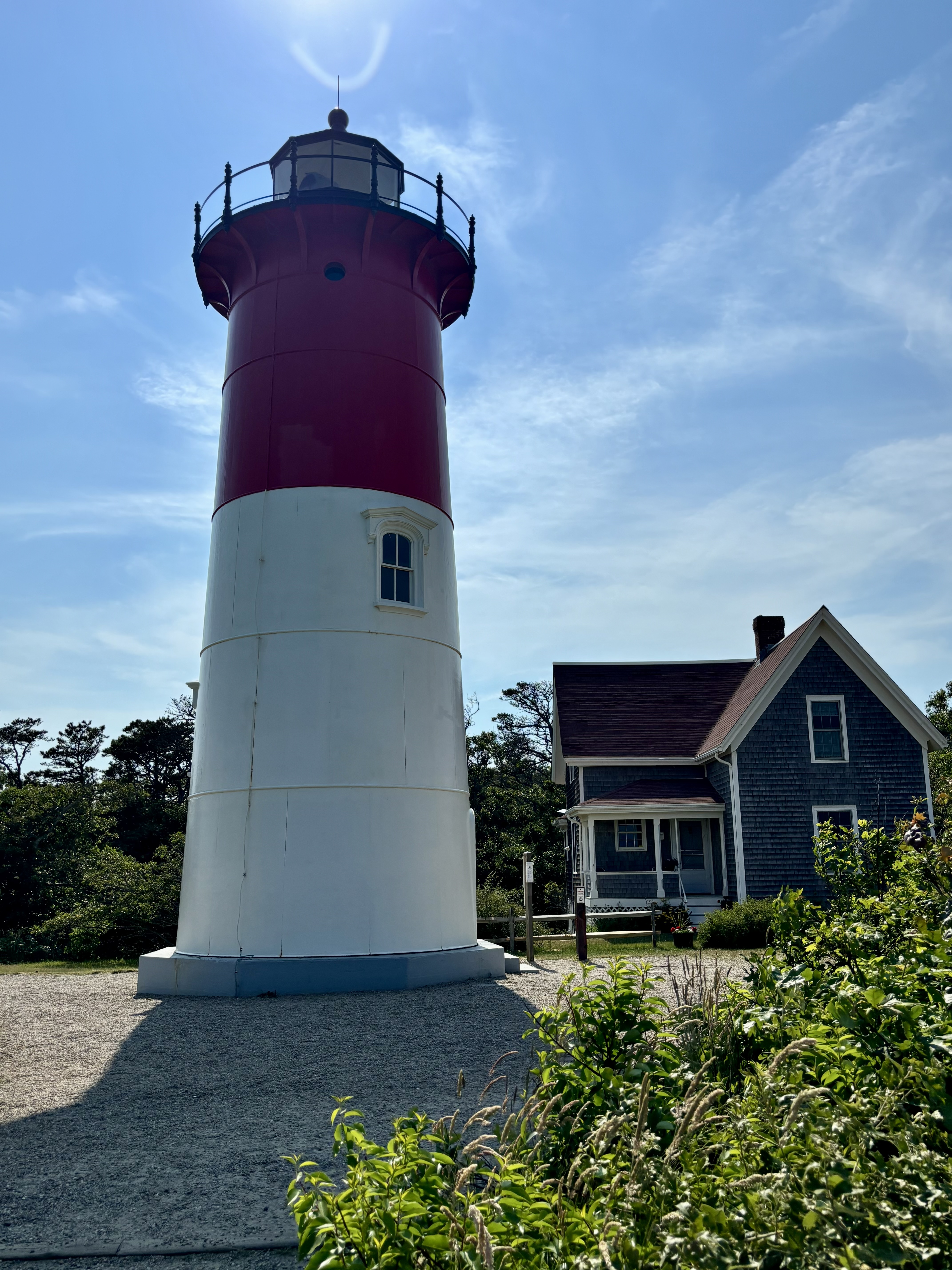
Phare de Nauset Light, à Nauset Light Beach (2024).

Contrairement à ce que son nom indique, le cap Cod constitue en réalité une péninsule de 3 382 km2 constituée de dunes et de marais peuplée par plus de 220 000 habitants. Elle est contiguë au comté de Plymouth (notamment aux villes de Plymouth et Wareham).

## Faune et flore
La faune est diverse : baleines à bosse, baleines franches, tortues, oiseaux (pluvier siffleur ou piping plover) et environ 2 500 phoques qui se reproduisent sur l'île de Muskeget.
La presqu'île comporte forêts et végétation dunaire. Plusieurs réserves contribuent à préserver l'écosystème : le National Wildlife Refuge, le Wellfleet Bay Wildlife Sanctuary, et le Cape Cod National Seashore  (11 000 hectares). Certains secteurs sont fermés aux touristes et à l'utilisation des véhicules tout-terrain.

## Villes

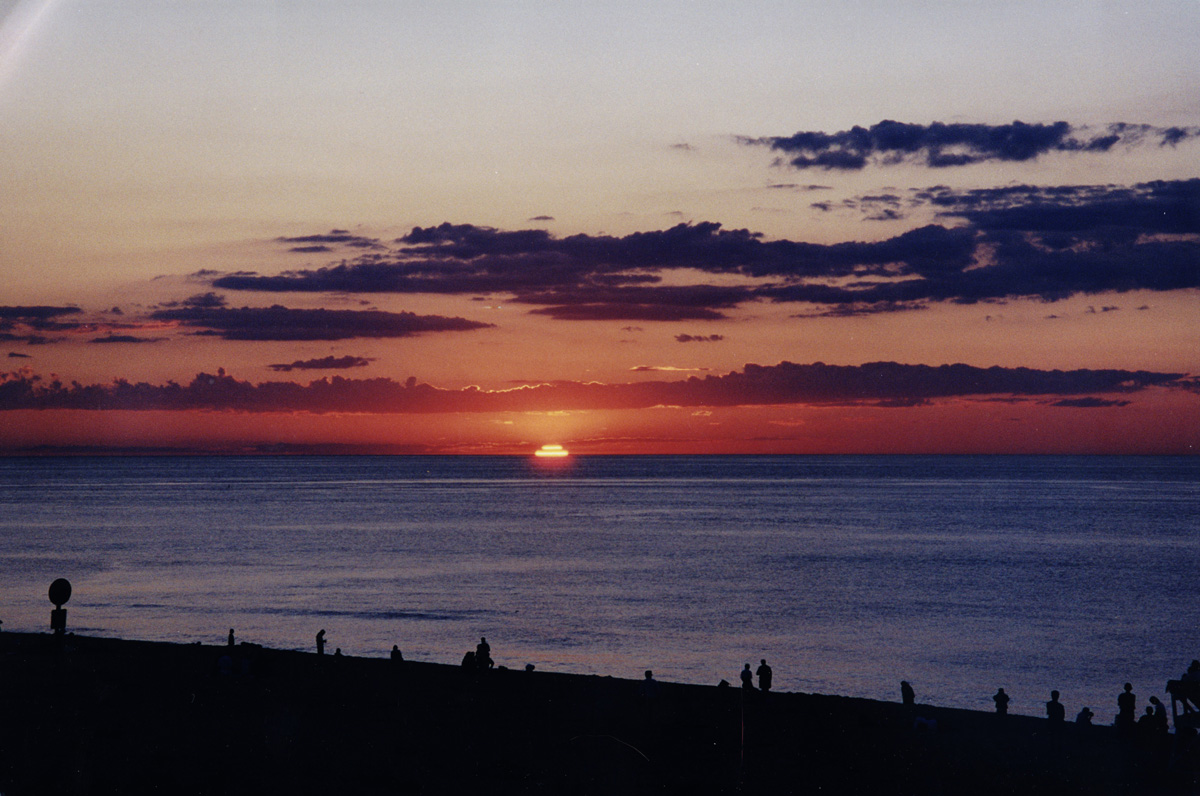
Coucher de soleil de juillet sur la plage Race Point, Provincetown.

Les villes de la presqu'île sont, d'ouest en est : Bourne, Sandwich, Mashpee, Falmouth, Barnstable, Yarmouth, Dennis, Harwich, et Brewster. Et du sud au nord, à l'est de Brewster : Chatham, Orleans, Eastham, Wellfleet, Truro, et Provincetown.

## Tourisme

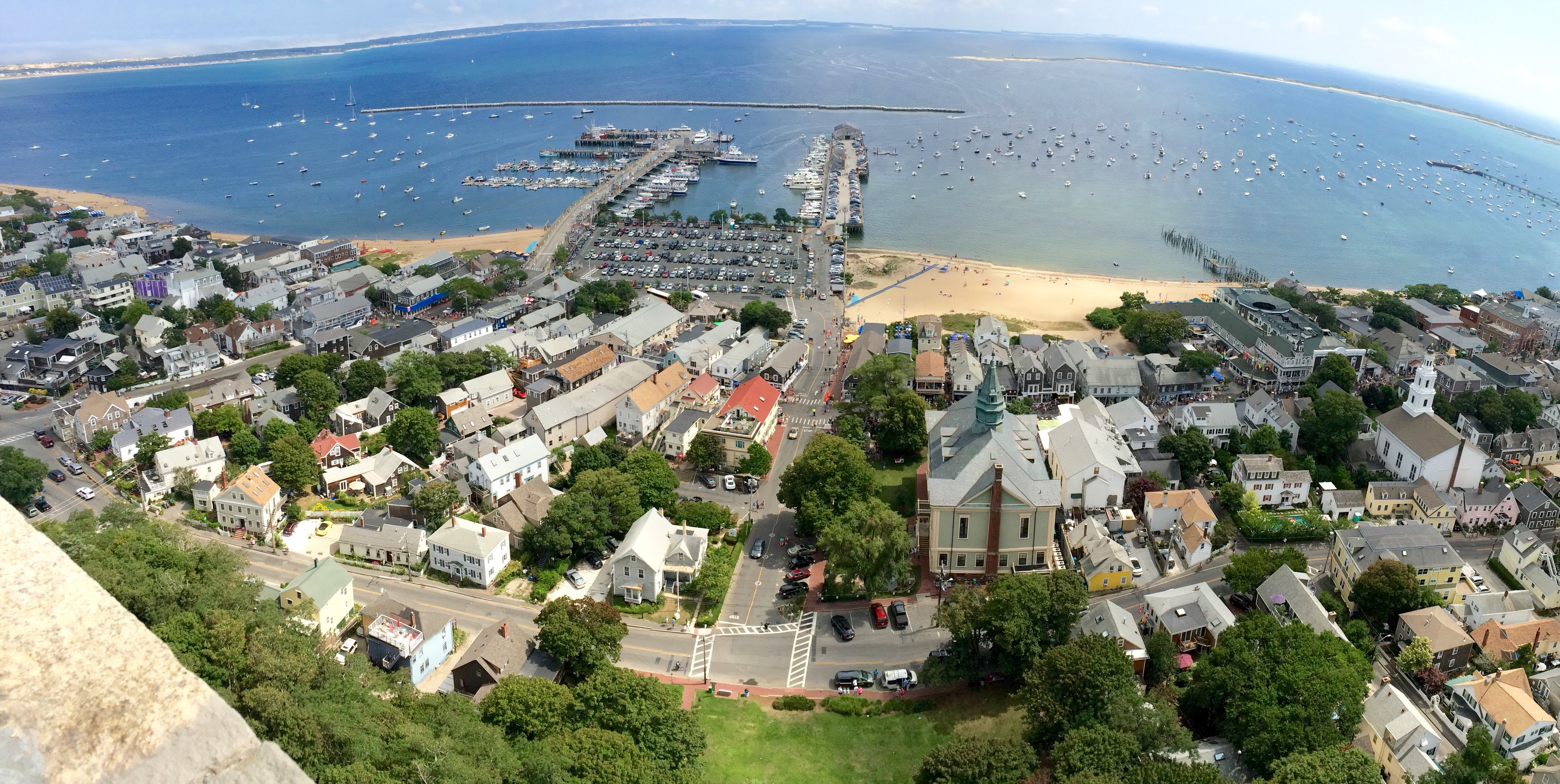
Panorama de Provincetown à partir du sommet du Pilgrim Monument.

Il est possible de se promener à pied sur les sentiers, mais aussi à vélo. Les visiteurs observent la faune en bateau et en kayak. Le marais historique des Indiens Wampanoag se trouve dans la baie de Nauset Marsh. Des bateaux partent de Provincetown pour observer les baleines : certains jours, il est possible d'en voir une trentaine.
Plusieurs plages sont accessibles pour les touristes. L’eau un peu plus chaude se rencontre du côté de la baie.
À Nauset Light Beach se retrouve le phare de Nauset Light qui figure sur les sacs de croustilles Cape Cod.

## Arts et culture
- Le livre d'Henry Beston (1888-1968) La maison au bout du monde comprend un passage dans lequel l'auteur relate son expérience de vie en solitaire durant une année dans une cabane au Cape Cod.
- Un ouvrage de Henry David Thoreau (1817-1862) porte le titre de Cap Cod : « l’homme a du mal à laisser une trace de son passage : sur le plateau, le vent les efface ; et sur la grève, les vagues, à marée montante ». Autre citation : « Ce lieu, je le voyais, était bien une terre de mirages et de merveilles ».
- Le troisième mouvement de Toward the Sea (en) de Tōru Takemitsu pour flûte et guitare s'intitule Cape Cod.
- Souviens-toi (titre original : Remember Me) et La Maison du guet (titre original : Where Are the Chidren) de Mary Higgins Clark se déroulent également au cap Cod.
- Toute l'intrigue du livre de Norman Mailer, Les vrais durs ne dansent pas se déroule à Provincetown, dernière ville du cap Cod.
- Virginia C. Andrews a écrit La Famille Logan dont les cinq tomes se déroulent au cap Cod.
- Le groupe de pop Vampire Weekend rend hommage à la région et à sa jeunesse dorée dans la chanson Cape Cod Kwassa Kwassa.
- La chanson Old Cape Cod (1957), écrite par Claire Rothrock, Milton Yakus et Allan Jeffrey, enregistrée par Patti Page, est un hommage à la douceur de vivre du cap Cod. Cette chanson, qui est utilisée pour la bande originale du film 58 minutes pour vivre (1990), sert de base à At the River, morceau qui lance la carrière du duo britannique de musique électronique Groove Armada en 1997.
- Le phare au centre de l'intrigue du roman L'Instant présent de Guillaume Musso se situe au cap Cod.
- Jan Kerouac raconte son été passé au cap Cod avec sa mère et ses deux petites sœurs pendant son enfance en 1961 dans son autobiographie Baby Driver.
- Le roman d'Annie Dillard L'Amour des Maytree (2008) se déroule à la pointe du cap Cod.
- Le roman de Graham Masterton, Le djinn (1977), raconte l' histoire d' un collectionneur d' antiquités fasciné par une poterie du Moyen-Orient. L' histoire se déroule a cap Cod.